# Paul S. Segerstrom
Paul Stephen Segerstrom, född 1957, är en ekonom och professor i internationell ekonomi vid Handelshögskolan i Stockholm.
Paul S Segerstrom innehar Tore Browaldhs professur i internationell ekonomi vid Handelshögskolan i Stockholm sedan 2000.